# Laplaces ekvation
Laplaces ekvation, en partiell differentialekvation med namn efter Pierre Simon de Laplace. Dess allmänna form är 
{\displaystyle \nabla ^{2}u=0,}
där {\displaystyle \nabla ^{2}} är Laplaceoperatorn. I ett tredimensionellt rum med kartesiska koordinater skrivs ekvationen
{\displaystyle \nabla ^{2}u={\frac {\partial ^{2}u}{\partial x^{2}}}+{\frac {\partial ^{2}u}{\partial y^{2}}}+{\frac {\partial ^{2}u}{\partial z^{2}}}=0}. 
En funktion som uppfyller Laplaces ekvation kallas harmonisk.
Laplaces ekvation uppträder ofta i vitt skilda fysikaliska sammanhang när en process uppnått jämvikt, så kallat stabilt tillstånd. Ett exempel är när en uppvärmd kropp/massa når jämvikt, då den inre värmefördelningen inte längre förändras. En sådan kropps värmeledningsekvation är lösning till Laplaces ekvation.
Poissons ekvation är en generalisering av Laplaces ekvation.